# Ben Koks

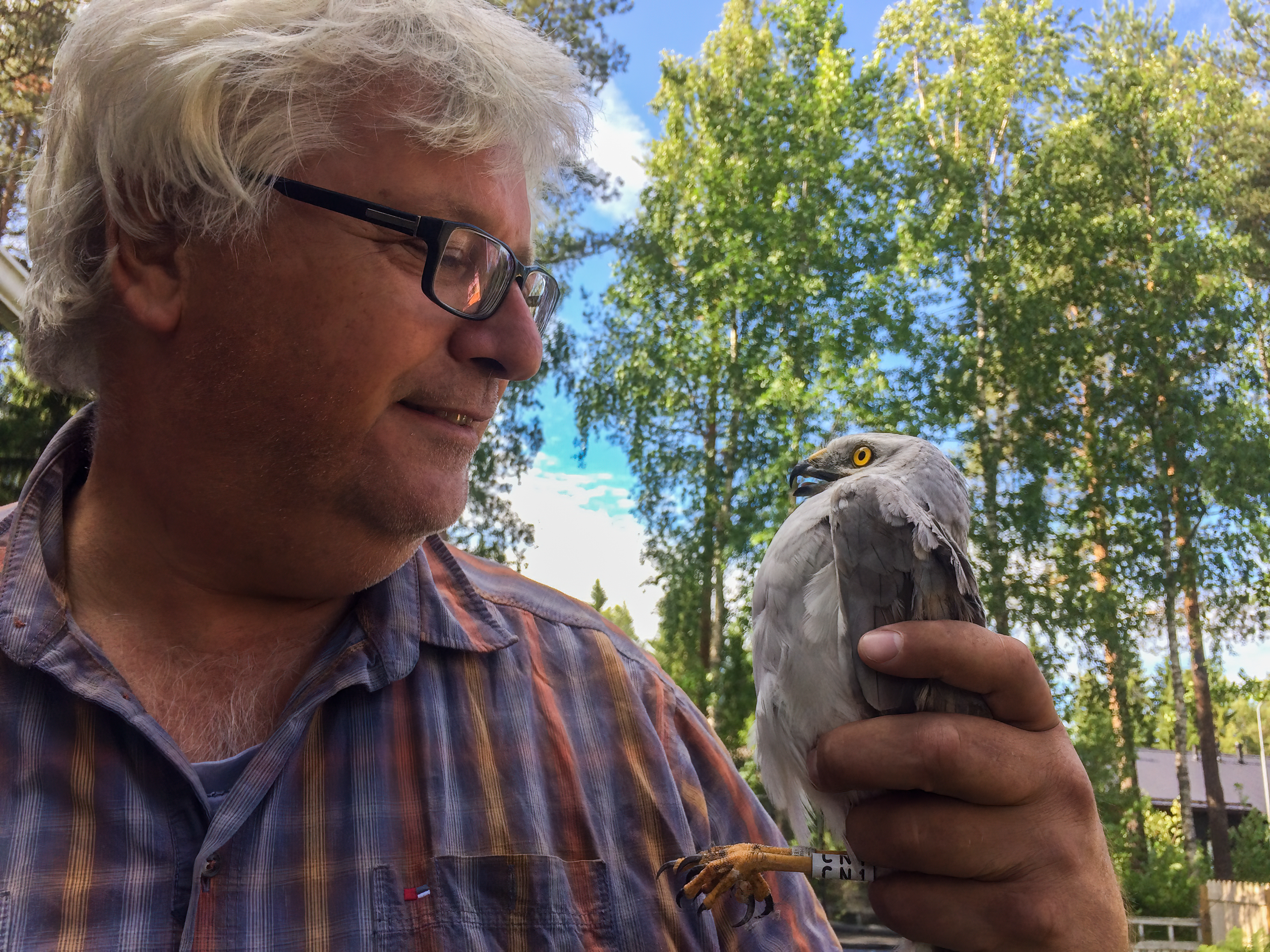
Ben Koks met een steppekiekendief in Finland.

Ben J. Koks (Driehuis, 28 juni 1963) is een Nederlandse ornitholoog en natuurbeschermer. Oprichter en oud-directeur van de stichting Werkgroep Grauwe Kiekendief en sinds 2021 actief voor de internationale natuurbeschermingsorganisatie 'Harrier Conservation International'.

## Biografie
Ben Koks groeide op in Noord-Holland, waar hij de middelbare landbouwschool bezocht. In Groningen studeerde hij Milieukunde aan het Van Hall Instituut. Hij werkte onder meer bij de Interfacultaire Vakgroep voor Energie en Milieu (IVEM) van Rijksuniversiteit Groningen, Sovon en Staatsbosbeheer aan wad- en boerenlandvogels. Vanaf 2005 tot 2020 zette hij zich als oprichter en directeur van stichting Werkgroep Grauwe Kiekendief fulltime in voor onderzoek en bescherming van boerenlandvogels. In 2021 richtte hij een nieuwe stichting op, Harrier Conservation International.
Al sinds 1972 houdt hij zich met vogelbescherming bezig, waarbij het vanaf 1989 met name om akkervogels gaat. Bekend en geroemd in binnen- en buitenland is Koks met zijn inzet voor en onderzoek naar de grauwe kiekendief. In 1990 ontdekte hij een broedpaar in de Carel Coenraadpolder, voor zover bekend het eerste dat in Groningen in akkerland nestelde. Koks richtte zich vervolgens ook op de bescherming van en onderzoek naar andere akkervogels, ook ver buiten Nederland.

## Akkervogelbescherming
In 2005 richtte Koks de Stichting Werkgroep Grauwe Kiekendief op. Deze stichting organiseerde bescherming van de nesten van grauwe kiekendieven in akkerland, deed onderzoek naar de levenscyclus van akkervogels, zoals de grauwe kiekendief, gele kwikstaart, veldleeuwerik en patrijs. Sinds de nog zeldzamere blauwe kiekendief in 2009 in akkerland is gaan broeden, werd deze vogelsoort ook onderdeel van beschermings- en onderzoeksprogramma's. In 2017 beschermde Koks voor het eerst een nest van de steppekiekendief in een Groningse akker, voor zover bekend het eerste broedgeval ooit in Nederland en wijde omtrek. Het dichtstbijzijnde broedgeval bevond zich op dat moment in Finland, waar de steppekiekendief sinds 2011 jaarlijks broedt.
Vanuit het besef dat landbouw en natuur hand in hand moeten gaan, is Ben Koks sinds de jaren 1990 actief betrokken bij agrarisch natuurbeheer door akkerbouwers in binnen- en buitenland, in het bijzonder waar het gaat om de bescherming van de grauwe kiekendief in Groningen, Flevoland en enkele Duitse deelstaten. Mede door zijn lobbywerk zijn nieuwe beschermingsmaatregelen in het overheidsbeleid opgenomen, zoals 'natuurbraak' (1995) en wintervoedselveldjes (2009). Ook is hij de bedenker van het concept 'vogelakkers’ (2014). Deze akkers bestaan uit stroken luzerne en stroken van een meerjarig natuurbraakmengsel. Een maatregel in het belang van zowel boer als natuur, welke in onder meer Vlaanderen navolging heeft gevonden als onderdeel van Plan Kiekendief.
Later volgden andere van nieuwe landbouwconcepten. Zo is hij bedenker van het concept 'Biodivers Akker Mozaïek' (BAM)  en was hij betrokken bij experimenten met het concept 'klaveronderzaai',  die in samenwerking met Urgenda, De Vlinderstichting,  'Rotterdam de boer op' e.a. werden uitgevoerd.

## Onderzoek
Koks zette verschillende langjarige onderzoeksprojecten op. Zo startte hij in 2005 onderzoek naar trekroutes van grauwe kiekendieven vanuit populaties in Europese broedgebieden als Nederland, Duitsland, Engeland en Wit-Rusland. Het onderzoek strekte zich uit tot landen waar de grauwe kiekendief overwintert of een tussenstop maakt: India, Marokko en diverse Sahellanden waaronder Burkina Faso en Mali. Op deze manier werd de ecologie van de soort gedurende het gehele jaar onderzocht in zoveel mogelijk gebieden waar grauwe kiekendieven komen. Het mede door Rudi Drent, hoogleraar aan de Rijksuniversiteit Groningen (RUG), mogelijk gemaakte onderzoek leidde in 2010 tot het proefschrift van Christiane Trierweiler, getiteld The annual cycle of a migratory raptor, Montagu's harrier, in a modern world.
Ook het in 2002 door onder andere Koks gestarte onderzoek naar de veldleeuwerik in grootschalig akkerland resulteerde in een proefschrift; The value of field margins for farmland birds van Marije Kuiper uit 2015.
De op bescherming gerichte onderzoeken hebben als belangrijk doel na te gaan waar in de jaarcyclus van een soort knelpunten optreden, en met welke maatregelen de overleving en reproductie van de vogels ondersteund kan worden. Dat kan bijvoorbeeld gaan om het beschermen van nesten, of om het bieden van rustplaatsen of foerageergebieden, en vaak om een combinatie van deze factoren. Een maatregel die door Koks is bedacht en onderzocht is de 'vogelakker', een akker met afwisselend stroken luzerne en stroken natuurbraak.
Dieetonderzoek bij onder meer de grauwe kiekendief en de velduil vormde vanaf de jaren 1990 een belangrijk onderdeel van de langjarige studies van Koks, bestaande uit onder andere systematisch muizen- en braakballenonderzoek.

## Eerbetoon
Koks is in 1995 onderscheiden met de Herman Klomp Prijs, een prijs die periodiek wordt uitgereikt aan iemand die zich in zijn vrije tijd verdienstelijk heeft gemaakt met vernieuwend beschermingsgericht vogelonderzoek en daarover heeft gepubliceerd.
Twee wetenschappelijke publicaties die Koks met collega-onderzoekers schreef ontvingen in 2014 de prestigieuze onderscheiding 'Watson Raptor Science Prize'.
In 2017 kreeg Koks de Heimans en Thijsse Prijs voor zijn 'grote inzet om natuur in akkerbouwgebieden van Groningen nieuwe kansen te geven'. De jury prees Koks omdat hij zich, naast voor specifieke nestbeschermingsmaatregelen die tot stand kwamen in nauw overleg met individuele boeren, zich met name ook ingezette voor effectieve natuurmaatregelen in de landbouw, zoals de aanleg van brede akkerranden, waarvan niet alleen de kiekendieven profiteerden, maar ook grote aantallen veldleeuweriken, gele kwikstaarten, kwartels en patrijzen. "Zijn maatregelen zijn gebaseerd op een grote ecologische kennis en zijn dan ook in veel gevallen effectief. Minstens zo belangrijk is dat hij steeds weer in staat is boeren te overtuigen mee te doen, waardoor de maatregelen op grote schaal ingang vinden. Hij weet steeds weer belangstelling bij de media te wekken voor zijn werk, waardoor hij een van de boegbeelden van het agrarisch natuurbeheer in Nederland is geworden. Hij heeft daarmee laten zien dat het agrarische natuurbeheer in Nederland wel degelijk toekomst heeft", aldus de jury.

## Boeken
In november 2018 verscheen bij KNNV Uitgeverij het boek 'De man op de dijk - Het grenzeloze verhaal van de grauwe kiekendief' van schrijver en natuurjournalist Elvira Werkman. Het vertelt hoe Ben Koks aanjager werd van de bescherming van de grauwe kiekendief en andere akkervogels. Het is een boek over samenwerken met boeren, reizen naar Afrika, vriendschap sluiten over landsgrenzen heen. In 2020 verscheen een herziene editie en in 2021 is een Engelse uitgave gepubliceerd: 'The amazing story of Montagu's Harrier'.
Koks zelf publiceerde in 2021 het essay 'Vogels wijzen ons de weg - Landbouw en natuur in balans'.
In 2022 publiceerden Koks en Werkman het boek 'Dwaalgast in het graan - De steppekiekendief in vier seizoenen' bij KNNV Uitgeverij.
In 2025 zal het boek 'Jodelende wulpen & keukentafels - Landbouw door vogelogen' van Ben Koks bij uitgeverij Noordboek verschijnen.